# Blizanszko
Blizanszko (macedónul: Близанско) település Észak-Macedóniában, a Délnyugati körzet Makedonszki Brod-i járásában.

## Népesség
| Lakosok száma | 58   | 101  | 114  | 130  | 90   | 65   | 52   | 37   | 29   |
|               | 1948 | 1953 | 1961 | 1971 | 1981 | 1991 | 1994 | 2002 | 2021 |

2002-ben 37 lakosa volt, akik közül 36 macedón és 1 szerb.